# Ліга Пердана 1
Ліга Пердана 1 (малай. Liga Perdana 1) — найвища футбольна ліга Малайзії, що існувала з 1998 по 2003 рік, після чого була замінена на Лігу Супер.

## Історія
Ліга Пердана 1 була сформована 1998 року, після успіху Ліги Пердана, яка була розділена на два дивізіони — Ліга Пердана 1 і Ліга Пердана 2. У сезоні 1998 року Ліга Пердана 1 складалась з 12 команд, а Ліга Пердана 2 — з 8 команд. Перша гра була проведена 4 квітня 1998 року.
Обидва дивізіони існували до 2003 року включно, коли Футбольна асоціація Малайзії (FAM) вирішила на сезон 2004 рок створити нову лігу, що отримала назву Ліга Супер. Команди з Ліги Пердана 1 та Ліги Пердана 2 повинні були пройти через кваліфікацію та плей-оф, за результатами яких визначились команди-учасники нового турніру. Команди, які зазнали поразки у кваліфікації, потрапили у новостворений другий дивізіон — Лігу Прем'єр.

## Переможці
Для перегляду списку усіх чемпіонів Малайзії див. статтю Список чемпіонів Малайзії з футболу.
| Рік  | Чемпіон  | 2-е місце | 3-е місце      |
| ---- | -------- | --------- | -------------- |
| 1998 | Пінанг   | Паханг    | Бруней         |
| 1999 | Паханг   | Пінанг    | Негрі-Сембілан |
| 2000 | Селангор | Пінанг    | Перак          |
| 2001 | Паханг   | Тренгану  | Келантан       |
| 2002 | Перак    | Селангор  | Сабах          |
| 2003 | Перак    | Кедах     | Перліс         |